# Hilda Bayley
Hilda Bayley, de son vrai nom Hilda Christabel Bailey, née le 29 juin 1889 à Londres et morte le 26 mai 1971 à Londres (Angleterre), est une actrice britannique.

## Filmographie
- 1918 : Sisters in Arms, court-métrage de Walter West : une fille du Women’s Army Auxiliary Corps
- 1919 : Cœur crucifié (The Soul of Guilda Lois) de Frank Wilson
- 1919 : Under Suspicion de Walter West : Comtesse Nada
- 1920 : The Barton Mystery de Harry T. Roberts : Ethel Standish
- 1921 : Carnival de Harley Knoles : Simonetta
- 1922 : Cocaine de Graham Cutts : Madge Webster
- 1922 : Flames of Passion (en) de Graham Cutts : Kate Watson
- 1923 : Le Scandale (The Scandal) d'Arthur Rooke : Charlotte
- 1923 : The Woman Who Obeyed de Sidney Morgan : Marion Dorchester
- 1929 : Die Abenteurer G.m.b.H. de Fred Sauer : Rita van den Meer
- 1936 : Head Office de Hugh Preston : Mrs Braham
- 1937 : Under a Cloud de George King : Mrs Forbes
- 1940 : Room for Two de Maurice Elvey : Couturière
- 1941 : The Farmer's Wife de Leslie Arliss et Norman Lee : Mrs Rundle
- 1941 : Jeannie de Harold French : Mrs Jansen
- 1942 : Much Too Shy de Marcel Varnel : Lady Driscoll
- 1942 : Went the Day Well? d'Alberto Cavalcanti : Cousine Maud
- 1943 : I'll Walk Beside You de Maclean Rogers : Mrs Tremayne
- 1945 : La Madone aux deux visages (Madonna of the Seven Moons) d'Arthur Crabtree : Mrs Fiske
- 1945 : Give Me the Stars de Maclean Rogers : Mrs Ross
- 1945 : Home Sweet Home de John E. Blakeley : Mrs Wright
- 1948 : My Brother Jonathan de Harold French : Mrs Perry
- 1948 : When You Come Home de John Baxter : Lady Langfield
- 1948 : Bond Street de Gordon Parry : Madame
- 1948 : Elizabeth of Ladymead de Herbert Wilcox : une mère en 1946
- 1949 : School for Randle de John E. Blakeley : Mrs Andrews
- 1949 : Golden Arrow de Gordon Parry : Mrs Felton
- 1951 : Madame Louise de Maclean Rogers : Mme Louise